# Roman Kreuziger (Radsportler, 1965)
Roman Kreuziger (* 11. Juni 1965 in Uničov) ist ein ehemaliger tschechoslowakischer Radrennfahrer und nationaler Meister im Radsport.

## Sportliche Laufbahn
Kreuziger war im Straßenradsport und im Querfeldeinrennen (heutige Bezeichnung Cyclocross) aktiv. Er gewann bei den Cyclocross-Weltmeisterschaften 1983 das Rennen der Junioren. Danach war er überwiegend im Straßenradsport aktiv. 1984 siegte er auf einem Tagesabschnitt der Lidice-Rundfahrt. 1985 gewann er eine Etappe im Grand Prix François Faber und wurde Dritter der Gesamtwertung hinter dem Sieger Raoul Fahlin. 1986 gewann er das Etappenrennen Circuit des Ardennes vor Michael Stück. 1987 gewann er bei den Cyclocross-Weltmeisterschaften eine Bronzemedaille. 1990 entschied er eine Etappe der Österreich-Rundfahrt für sich und wurde Gesamtzweiter hinter Dietmar Hauer. Er siegte in der Tour de Bohemia vor Luděk Štyks und gewann eine Etappe in der Settimana Ciclistica Lombarda. 1991 gewann Kreuziger die Österreich-Rundfahrt, die Niederösterreich-Rundfahrt und die Uniqa Classic vor Valter Bonča. Dazu kam der Sieg in der nationalen Meisterschaft im Straßenrennen. 1993 wurde er Dritter der Österreich-Rundfahrt. Die Internationale Friedensfahrt bestritt er fünfmal. Er wurde 1984 23., 1985 11., 1986 25., 1988 18. und 1989 21. der Gesamtwertung.

## Familiäres
Er ist der Vater von Roman Kreuziger, der ebenfalls Radrennfahrer war.

## Berufliches
Nach seiner sportlichen Karriere wurde er Bauunternehmer.